# Hươu đảo Bawean
Hươu đảo Bawean (danh pháp hai phần: Hyelaphus kuhlii), còn được gọi là hươu lợn Kuhl hoặc hươu lợn đảo Bawean, là một loài hươu đặc hữu trên đảo Bawean (huyện Gresik) thuộc Indonesia. Đây là loài bị đe dọa cao.
Chiều cao điển hình của con đực là 60–70 cm đã được ghi nhận. Con đực có gạc ba tầng.
Con non có đốm khi mới sinh, điều này ngăn cách chúng với quần thể Hyelaphus porcinus được biết đến nhiều nhất.
Do tình trạng mất môi trường sống đang diễn ra, quy mô quần thể nhỏ và phạm vi hạn chế, hươu đảo Bawean được đánh giá là cực kỳ nguy cấp trong Danh sách Đỏ các loài bị đe dọa của IUCN. Nó được liệt kê trong Phụ lục I của Công ước CITES. Nó có ít kẻ thù tự nhiên ngoại trừ chim săn mồi và rắn lớn như trăn.

## Hình ảnh

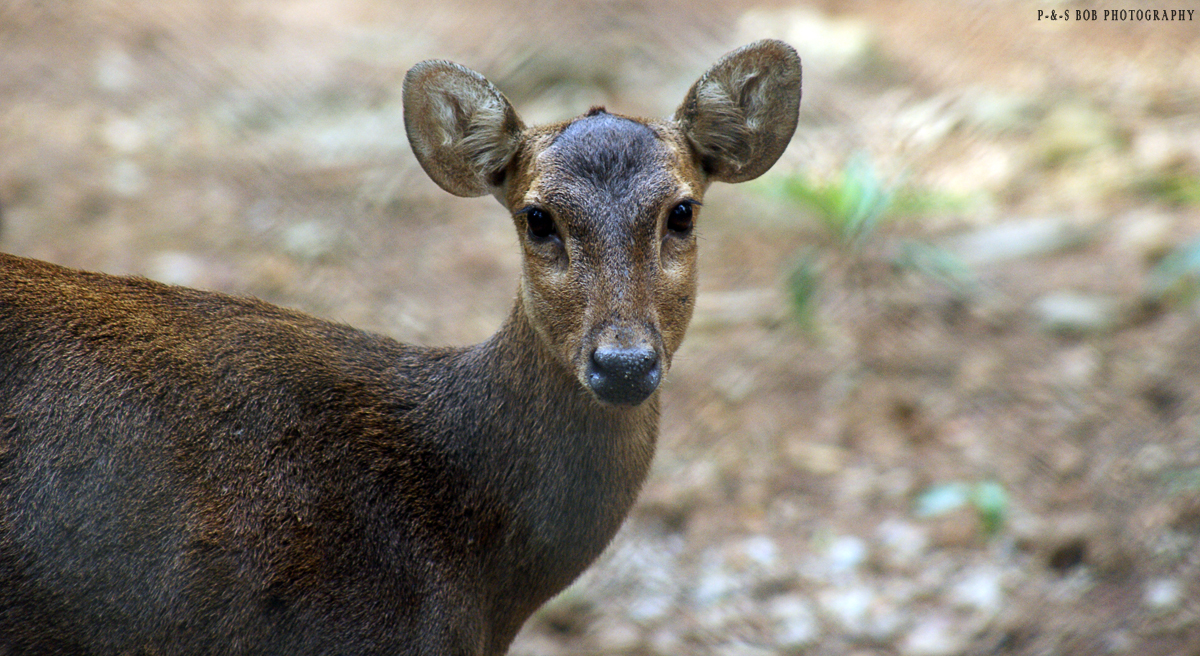
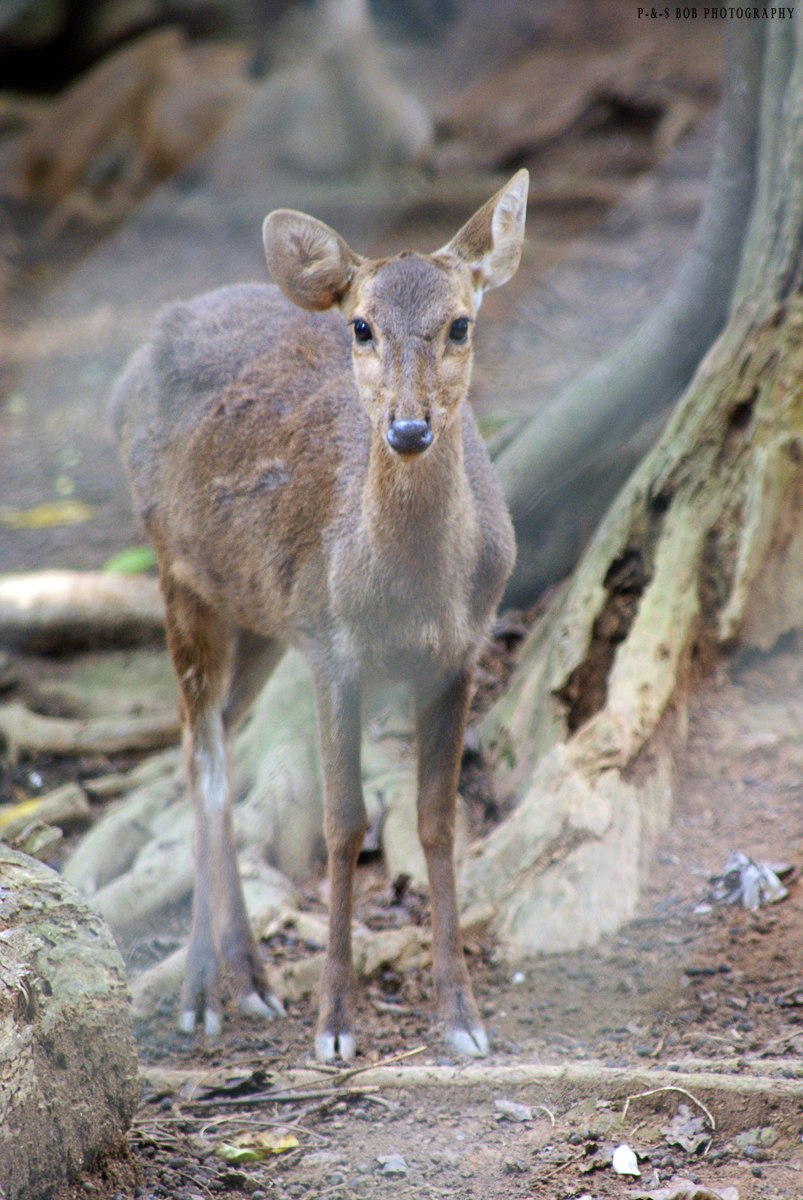